# 場外勝馬投票券発売所

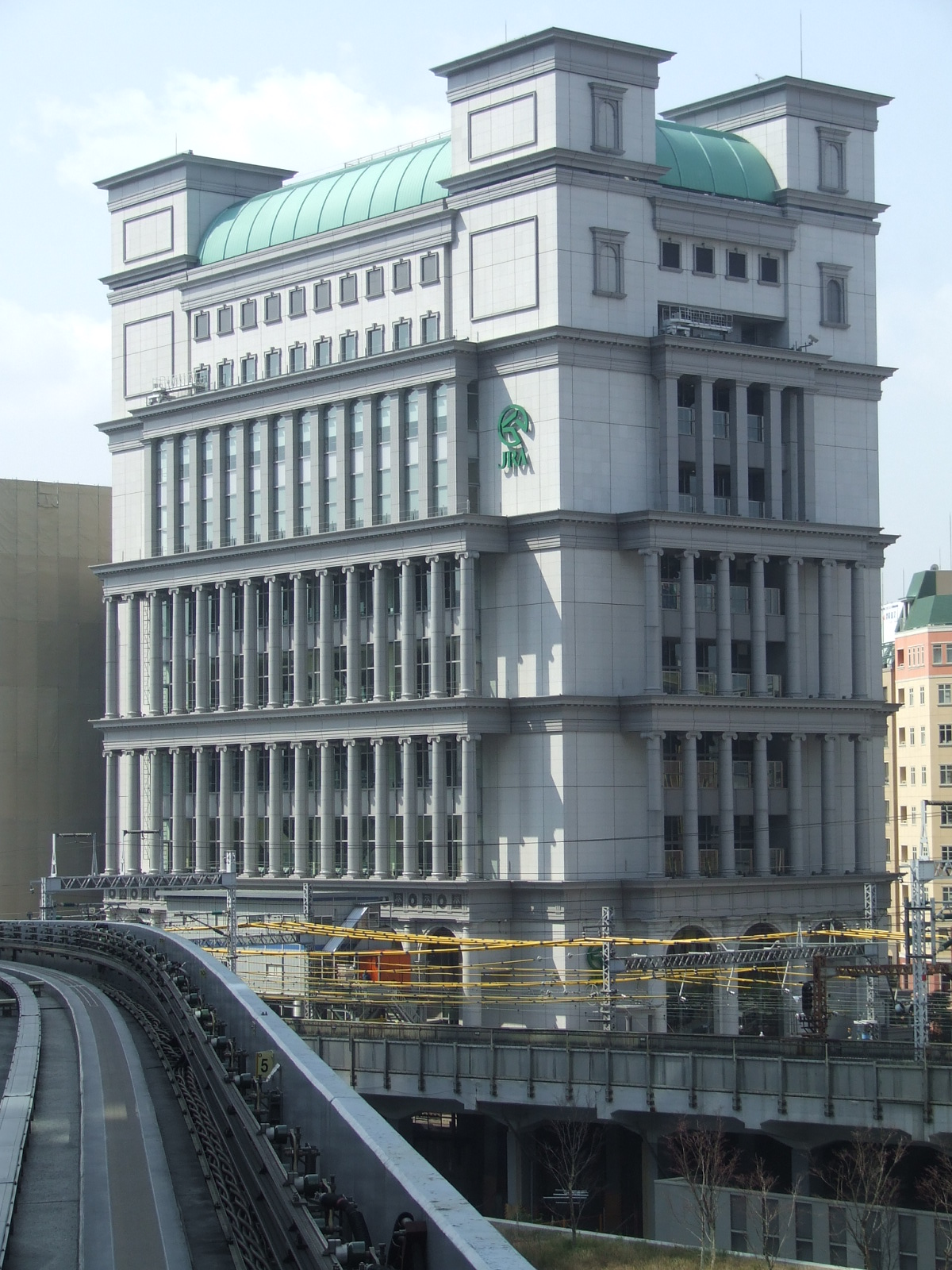
場外勝馬投票券発売所の一例（汐留場外勝馬投票券発売所）

場外勝馬投票券発売所（じょうがい かちうま とうひょうけん はつばいじょ）とは、競馬が開催されている競馬場以外で勝馬投票券を発売する場所のことをいう。短縮して場外馬券発売所、場外馬券売場、場外馬券場、また単に場外とも呼ぶ。
複数の主催者の馬券を発売している施設もあり一部では同じ施設で名称が変わる場合もあるほか、他の主催者が所有する施設の一部を利用して発売する場合もある。
日本では（新）競馬法を衆議院で調査審議の際、当初原案にあった「入場者に対し勝馬投票券を発売することができる」旨の条文から下線部が削除され、競馬場以外でも勝馬投票券を発売することが可能になった。（新）競馬法を根拠とする場外馬券発売は、1948年12月に開設された「国営競馬銀座場外勝馬投票券発売所」で東京競馬を場外発売したのが始まりである。

## 日本国内

### 中央競馬

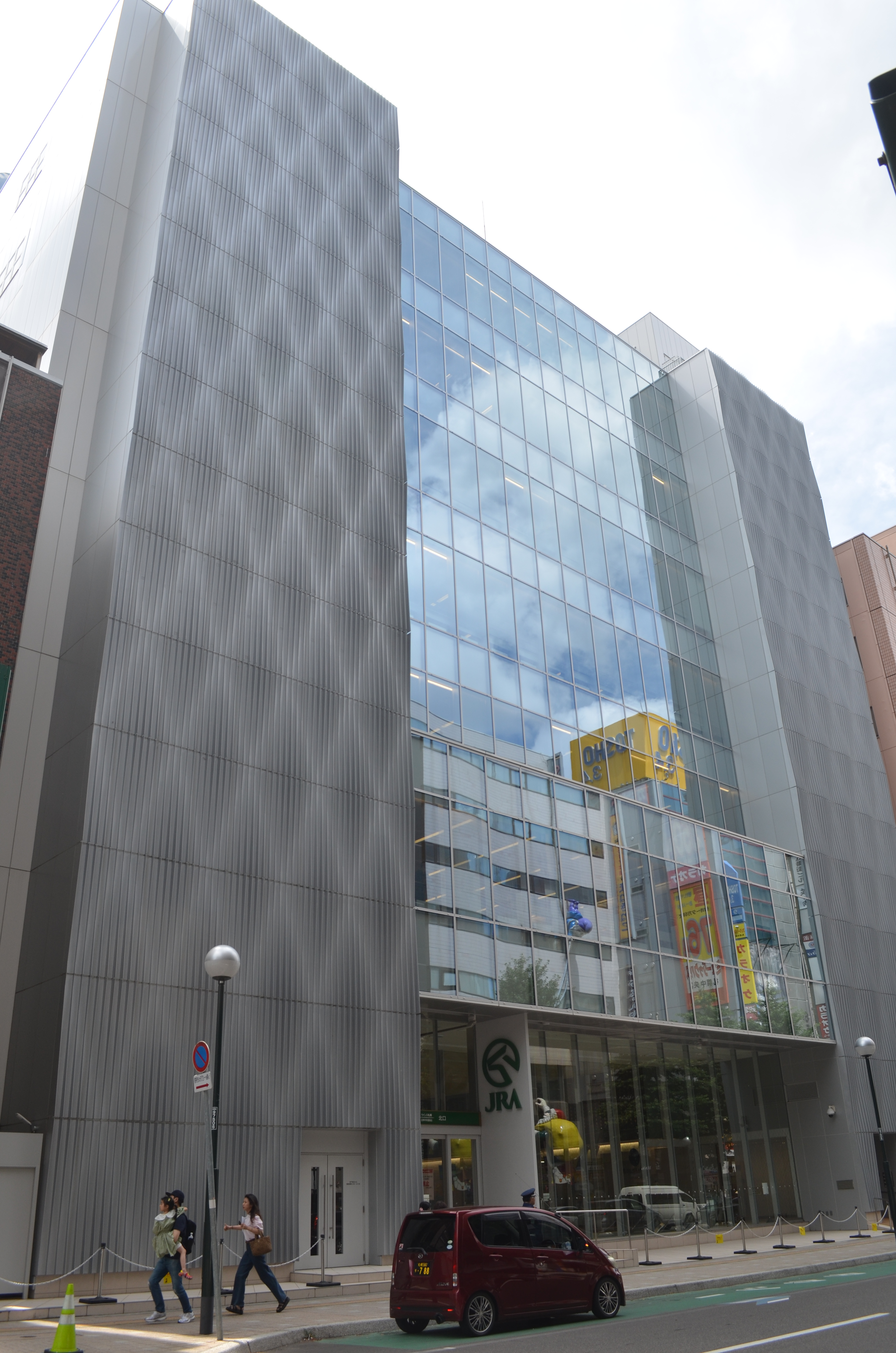
ウインズ札幌

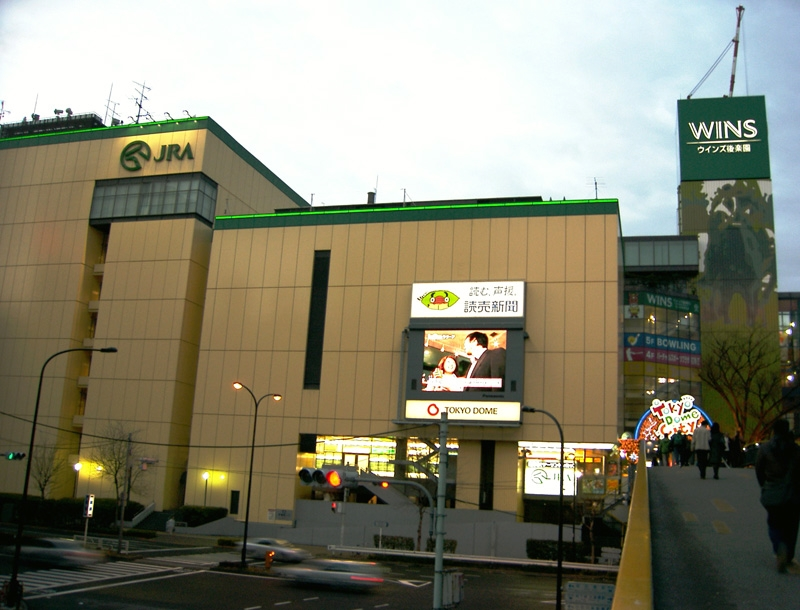
ウインズ後楽園

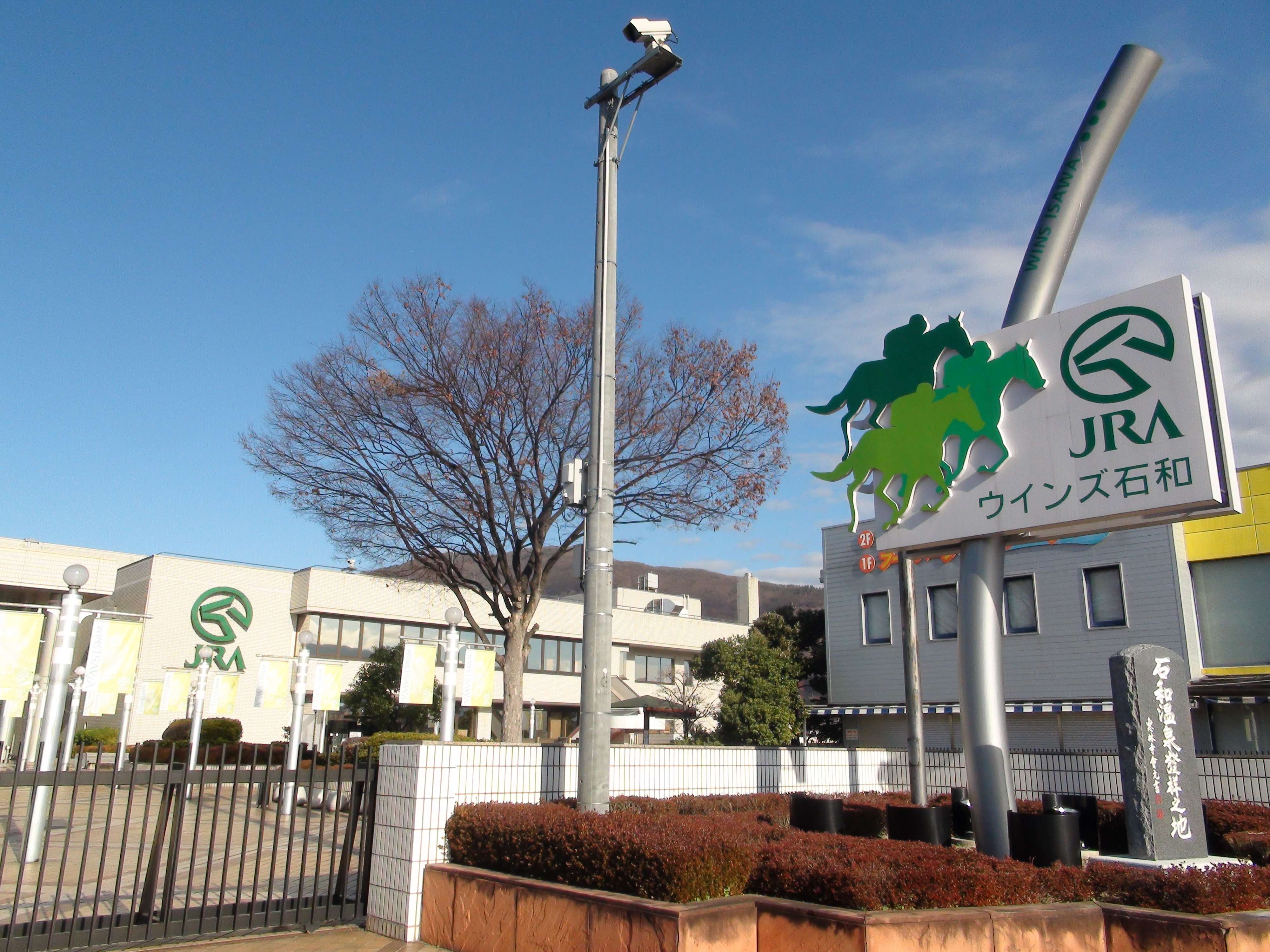
ウインズ石和

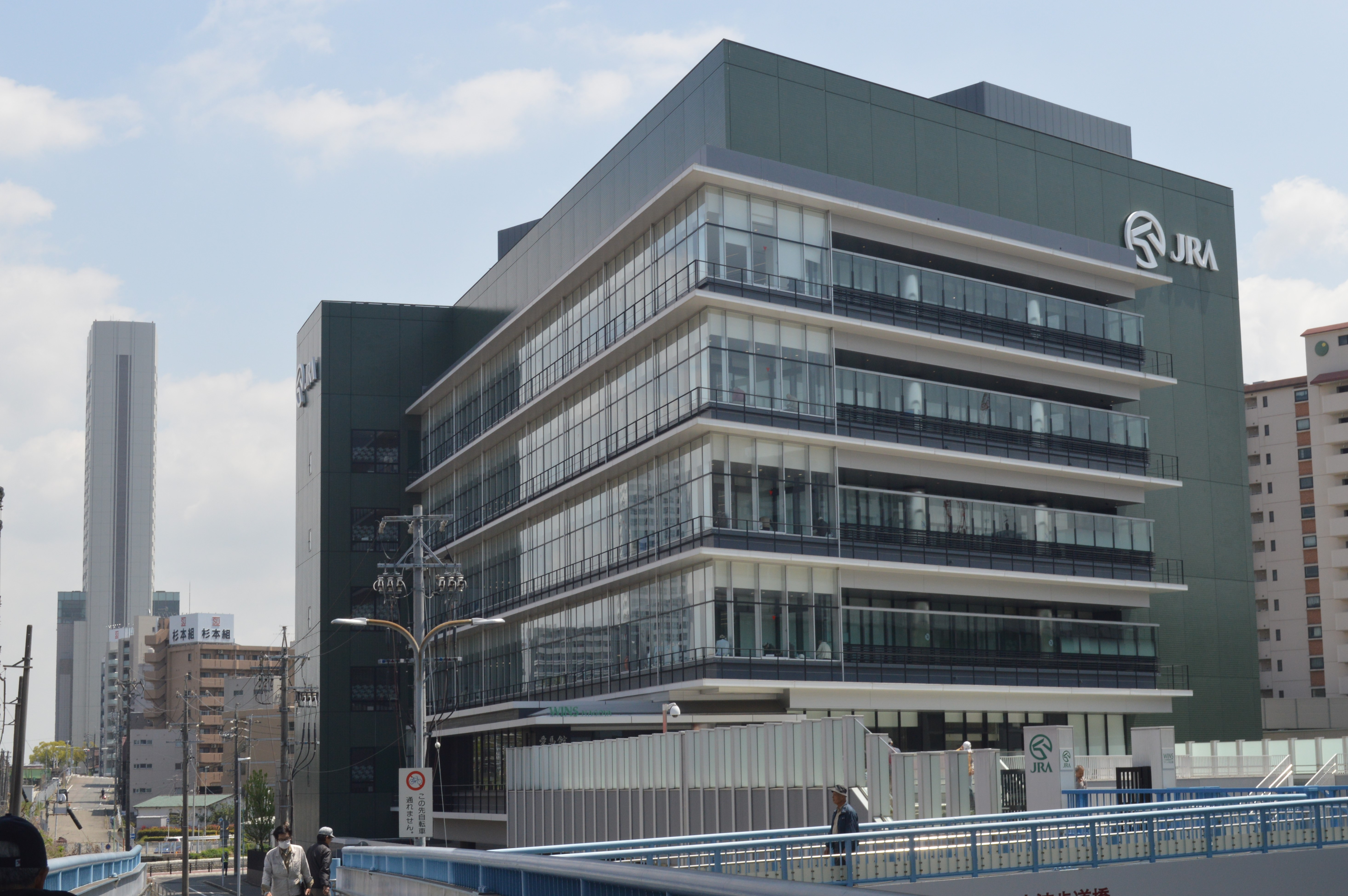
ウインズ名古屋

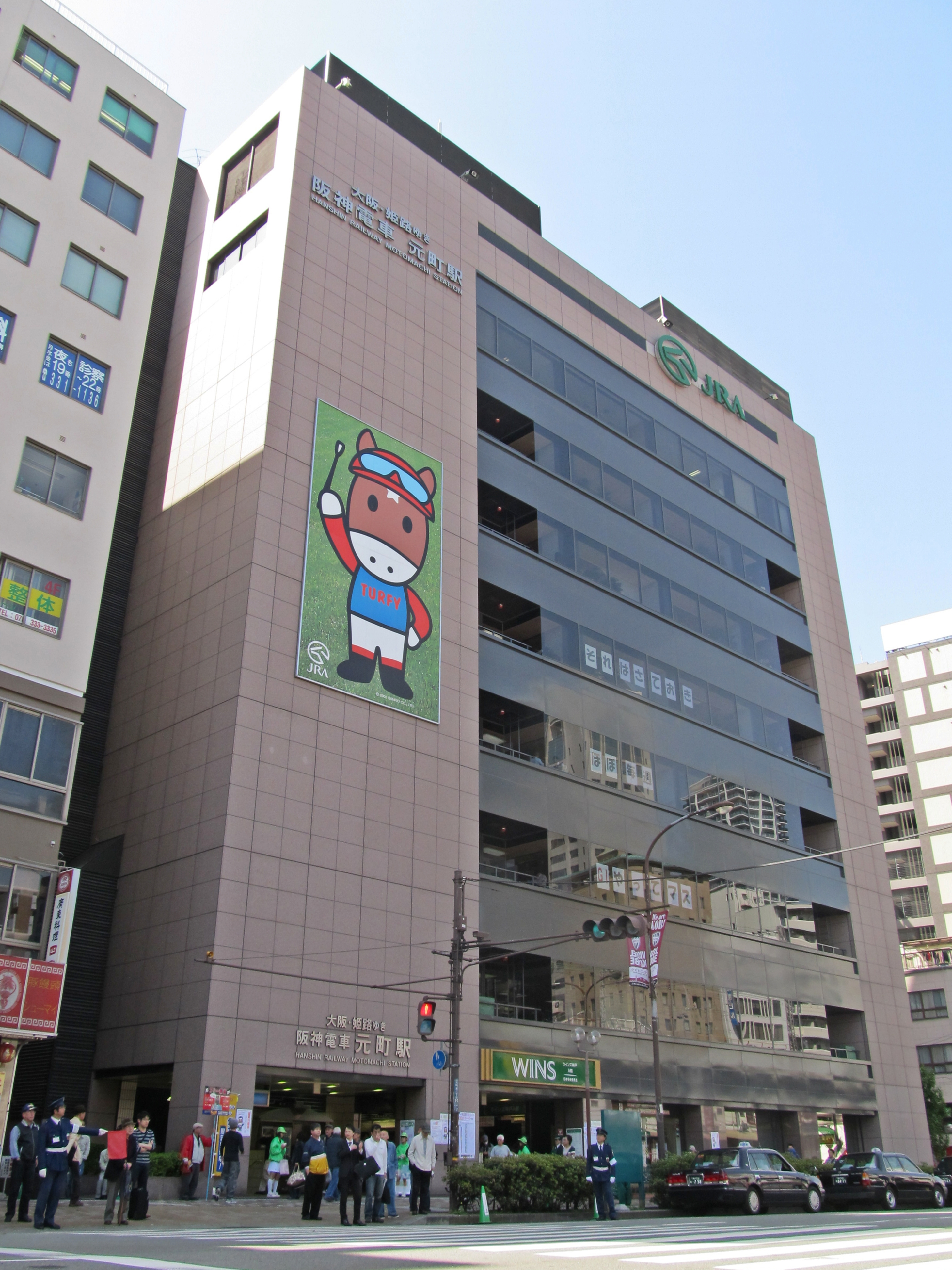
ウインズ神戸A館

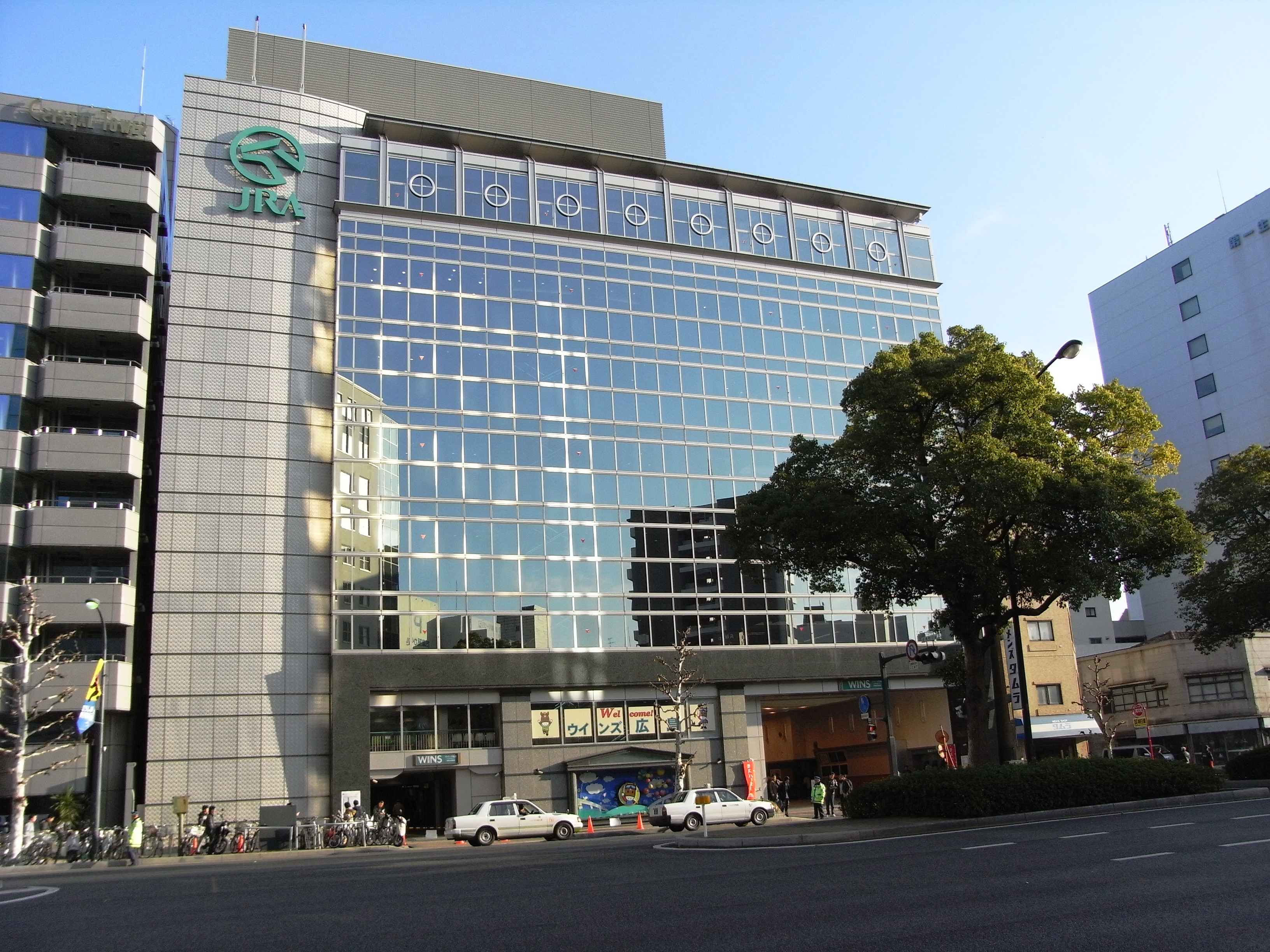
ウインズ広島

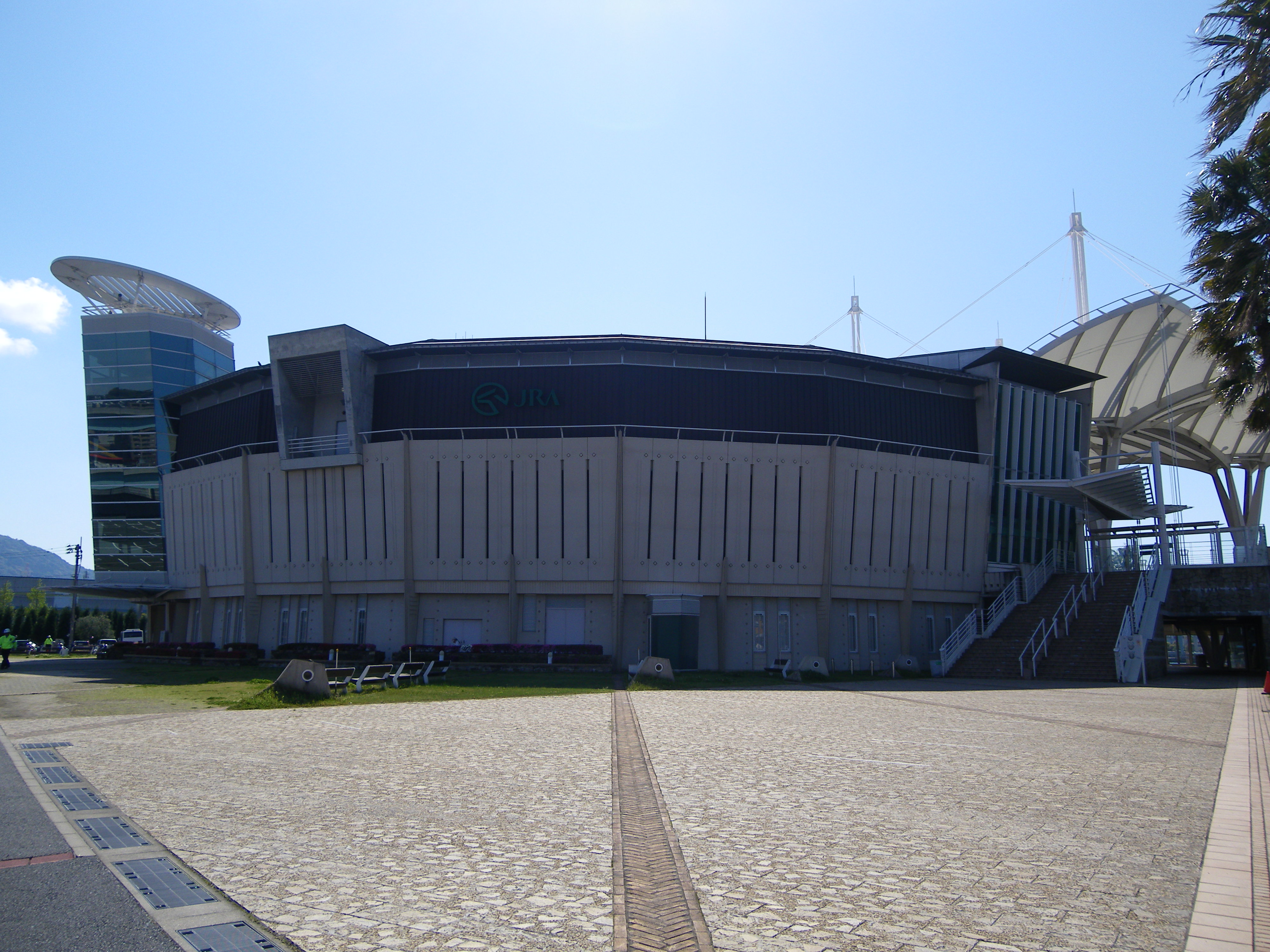
ウインズ八幡

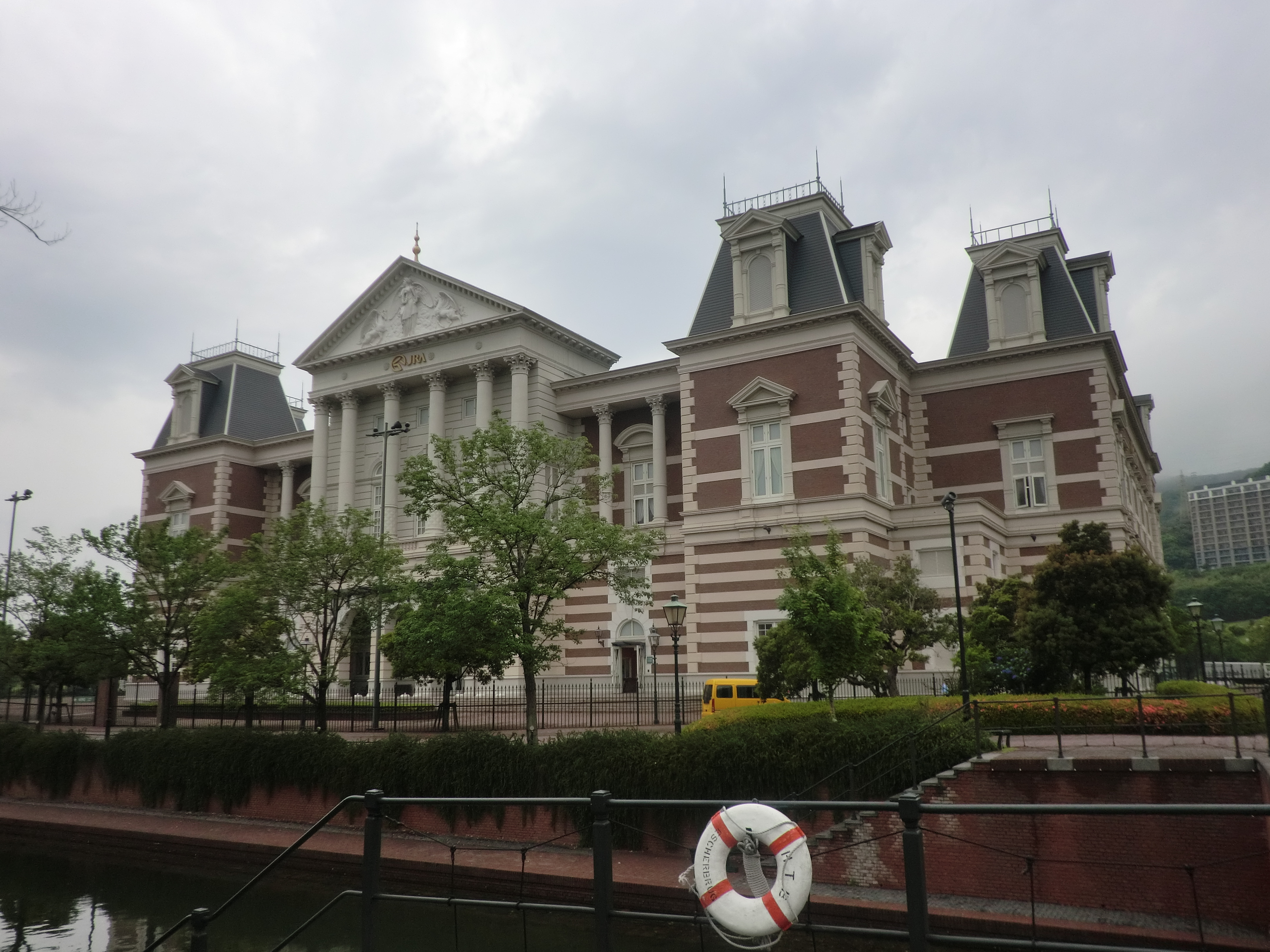
ウインズ佐世保

日本中央競馬会（JRA）の発売システムを利用する発売所（一部の地方競馬場に併設されたものを含む）は「WINS（ウインズ）」「エクセル（有料定員制、一部の事業所は会員制）」、「ライトウインズ（小規模場外発売施設）」、JRAの各競馬場が非開催日に中央競馬の場外発売を行う場合は「パークウインズ（2001年9月より）」と呼称している。「WINS」の名称は「Winning Spot」や中央競馬の開催される週末を意識した「Week-end IN Spot」を略したものとした。
一方、2013年3月23日から地方競馬共同トータリゼータシステムを利用した、地方競馬施設での中央競馬の場外発売が開始され、こちらは「J-PLACE」（ジェイ・プレイス）の呼称で区別される。なお、本項ではパークウインズを記載しない。
2023年1月時点で、JRAのシステム（開催日の中央競馬場、「ウインズ・パークウインズ・ライトウインズ」、「エクセル」）で発売された投票券と「J-PLACE」で発売された投票券には互換性がなく、JRAのシステムで発券・購入した勝馬投票券を「J-PLACE」で払戻したり、返還（買戻）を受けることはできない（逆も同様だが、一部例外あり。後述）。
一部のウインズでは2021年まで皐月賞、東京優駿、菊花賞、天皇賞（春・秋）、ジャパンカップ、有馬記念の各GIレースが開催される節の重賞競走において金曜日14時 - 19時に前日発売、前々日発売を行っていたが、2022年よりすべての発売所で金曜日発売は終了、金曜日発売は電話・インターネット投票のみとなった。

#### 北海道
札幌市中央区には3か所、旭川市と釧路町には各2か所、販売主体の異なる発売所が存在する。
- JRA直営
  - ウインズ札幌（札幌市中央区）※2018年4月13日から金曜日発売を開始[8]、2021年4月30日で金曜日発売を終了[9]。
  - ウインズ釧路（釧路郡釧路町）
- 北海道（ホッカイドウ競馬）受託
  - J-PLACE札幌中央（札幌市中央区、Aiba札幌中央）
  - J-PLACE札幌駅前（札幌市中央区、新Aiba札幌駅前） ※2019年9月28日より発売開始[10][11]。
  - J-PLACE江別（江別市、Aiba江別）
  - J-PLACE石狩（石狩市、Aiba石狩）
  - J-PLACE千歳（千歳市、Aiba千歳）
  - J-PLACE小樽（小樽市、Aiba小樽）
  - J-PLACE函館港町（函館市、Aiba函館港町）
  - J-PLACE苫小牧（苫小牧市、Aiba苫小牧）
  - J-PLACE登別室蘭（登別市、Aiba登別室蘭）
  - J-PLACE門別（沙流郡日高町、門別競馬場）
  - J-PLACE静内（日高郡新ひだか町、Aiba静内）
  - J-PLACE浦河（浦河郡浦河町、Aiba浦河）
  - J-PLACE旭川（旭川市、Aiba旭川）※2018年3月31日より発売開始[12]。
  - J-PLACEくしろ（釧路郡釧路町、Aibaくしろ）
  - J-PLACE中標津（標津郡中標津町、Aiba中標津）
  - J-PLACE滝川（滝川市、Aiba滝川）
- 帯広市（ばんえい競馬）受託
  - J-PLACE琴似駅前（札幌市西区、琴似駅前場外発売所）
  - J-PLACE岩見沢（岩見沢市、ハロンズ岩見沢）※2023年4月1日より販売委託先を北海道から変更、発売場所も2階から1階に変更[13]
  - J-PLACEふかがわ（深川市、イルムふかがわ）※2015年4月11日より発売開始[14]。
  - J-PLACE旭川北彩都（旭川市、レラ・スポット北彩都）
  - J-PLACE名寄（名寄市、ハロンズ名寄）※2015年4月11日より発売開始[14]
  - J-PLACE北見（北見市、ミントスポット北見）
  - J-PLACE釧路（釧路市、ハロンズ釧路）
  - J-PLACE帯広（帯広市、帯広競馬場）
  - J-PLACE網走（網走市、アプスポット網走）※2017年4月15日より発売開始[15]。

#### 東北
- JRA直営
  - ウインズ津軽（青森県南津軽郡田舎館村、旧：田舎館場外発売所） - 2015年12月までは、岩手県競馬組合運営の『テレトラック津軽』として開設[16]。
  - ウインズ横手（テレトラック横手内）（秋田県横手市）
  - ウインズ新白河（福島県西白河郡西郷村）
- 岩手県競馬組合受託
  - J-PLACE種市（岩手県九戸郡洋野町、テレトラック種市） - 2018年3月11日までは「ウインズ種市」として営業。2018年3月17日よりJ-PLACEに変更[17]。
  - J-PLACE水沢（岩手県奥州市、水沢競馬場） - 2021年3月7日までは「ウインズ水沢」として営業。2021年3月13日よりJ-PLACEに変更[18]。
  - J-PLACE三本木（宮城県大崎市、テレトラック三本木） - 2021年3月14日までは「ウインズ三本木」として営業。2021年3月20日よりJ-PLACEに変更[18][19]。
  - J-PLACE盛岡（岩手県盛岡市、盛岡競馬場） - 2021年6月27日までは「ウインズ盛岡」として営業。2021年7月3日よりJ-PLACEに変更[18]。
- 特別区競馬組合受託
  - J-PLACE大郷（宮城県黒川郡大郷町、offt大郷）[20]
  - J-PLACEかみのやま（山形県上山市、ニュートラックかみのやま）※2024年3月17日より発売開始[21]
  - J-PLACE松山（山形県酒田市、ニュートラック松山）※2024年3月17日より発売開始[21]
  - J-PLACE福島（福島県福島市、ニュートラック福島）※2024年5月18日より発売開始[22]

#### 関東・甲信越
- JRA直営
  - ウインズ銀座（東京都中央区）
  - ウインズ後楽園（東京都文京区）2021年12月24日で金曜日発売を終了。
  - ウインズ錦糸町（東京都墨田区）
  - ウインズ浅草（東京都台東区）
  - ウインズ汐留（東京都港区）
  - ウインズ新宿（東京都新宿区） - 2017年5月26日より金曜日発売を開始[23]、2021年12月24日で金曜日発売を終了。
  - ウインズ渋谷（東京都渋谷区）
  - ウインズ立川（東京都立川市）
  - ウインズ横浜（神奈川県横浜市中区）
  - ウインズ新横浜（神奈川県横浜市港北区）
  - ウインズ石和（山梨県笛吹市）
  - ライトウインズ阿見（茨城県稲敷郡阿見町）
- 埼玉県浦和競馬組合受託
  - ウインズ浦和（浦和競馬場内）（埼玉県さいたま市南区）[19]
- 神奈川県川崎競馬組合受託
  - J-PLACE川崎（神奈川県川崎市川崎区、川崎競馬場）[19] ※旧：ウインズ川崎。2022年4月23日よりJ-PLACEに運用変更[24]
- 特別区競馬組合受託
  - J-PLACE大井（東京都品川区、大井競馬場）
  - J-PLACEひたちなか（茨城県ひたちなか市、offtひたちなか）
  - J-PLACE伊勢崎（群馬県伊勢崎市、offt伊勢崎）[25]
  - J-PLACE中郷（新潟県上越市、オープス中郷）
- 千葉県競馬組合受託
  - J-PLACE船橋（千葉県船橋市、船橋競馬場）[26]
  - J-PLACE成田（千葉県山武郡芝山町、f-keiba成田）[27]
  - J-PLACE木更津（千葉県木更津市、f-keiba木更津）※会員制[28]

#### 中部
- JRA直営
  - ウインズ名古屋（愛知県名古屋市中川区）
- 愛知県競馬組合受託
  - J-PLACE弥富（愛知県弥富市、名古屋競馬場）[28]
  - J-PLACE名古屋（愛知県名古屋市港区）2024年2月26日に旧：名古屋競馬場より移転[29]
  - J-PLACE磯部（三重県志摩市、サンアール磯部）
- 石川県・金沢市（金沢競馬）受託
  - J-PLACE金沢（石川県金沢市、金沢競馬場）
- 岐阜県地方競馬組合受託
  - J-PLACE笠松（岐阜県羽島郡笠松町、笠松競馬場）[30]
  - J-PLACE恵那（岐阜県恵那市、シアター恵那）[30]

#### 近畿
- JRA直営
  - ウインズ梅田（大阪府大阪市北区）2021年12月24日で金曜日発売を終了。
  - ウインズ難波（大阪府大阪市浪速区）2021年12月24日で金曜日発売を終了。
  - ウインズ道頓堀（大阪府大阪市中央区）
  - ライトウインズりんくうタウン（大阪府泉佐野市）※2018年9月22日開業[31][32]
  - ウインズ京都（京都府京都市東山区）
  - ウインズ神戸（兵庫県神戸市中央区）
  - ウインズ姫路（姫路競馬場内）（兵庫県姫路市）
- 兵庫県競馬組合受託
  - J-PLACEよかわ（兵庫県三木市、DASHよかわ）
  - J-PLACE和歌山（和歌山県和歌山市、DASH和歌山）※2017年6月24日より発売開始[33]

#### 中国・四国
- JRA直営
  - ウインズ広島（広島県広島市南区）
  - ウインズ米子（鳥取県米子市）
  - ウインズ小郡（山口県山口市）
  - ウインズ高松（香川県高松市）
- 兵庫県競馬組合受託
  - J-PLACE福山駅前（広島県福山市、DASH福山駅前）※2016年7月30日より発売開始[34]
  - J-PLACE観音寺（香川県観音寺市、DASH観音寺）※2018年10月13日より発売開始[35]
  - J-PLACE呉（広島県呉市、DASH呉）※2021年3月27日より発売開始[36]
- 高知県競馬組合受託
  - J-PLACE高知（高知県高知市、高知競馬場）
  - J-PLACE宿毛（高知県宿毛市、パルス宿毛）
  - J-PLACE藍住（徳島県板野郡藍住町、パルス藍住）
- 日本レーシングサービス受託
  - J-PLACE鳥取岩美（鳥取県岩美郡岩美町、BAOO鳥取岩美）※2016年3月5日より発売開始[37]
  - J-PLACE三刀屋（島根県雲南市、BAOO三刀屋）※2018年10月13日より発売開始[35]
  - J-PLACE宇部（山口県宇部市、BAOO宇部）※2020年12月19日より発売開始[38]

#### 九州
- JRA直営
  - ウインズ佐世保（長崎県佐世保市）※2025年12月28日営業終了予定
  - ウインズ八代（熊本県八代市）
  - ウインズ宮崎（宮崎県宮崎市、宮崎育成牧場内）[39]
- 佐賀県競馬組合受託
  - J-PLACE鳥栖（佐賀県鳥栖市、佐賀競馬場）[注 3][40]
- 日本レーシングサービス受託
  - J-PLACE荒尾（熊本県荒尾市、BAOO荒尾）[注 4][41]

#### エクセル一覧
エクセル田無を除き、当日入場料を支払って入場できる有料定員制。順次インターネット予約制の事前販売に移行し、移行後の施設では原則として当日の現金販売が行われない。

##### ウインズ内に「エクセルフロア」「エクセルルーム」として設置している施設
投票券の発券施設表示はウインズとして扱われる。
- ウインズ札幌
- ウインズ後楽園
- ウインズ浅草
- ウインズ錦糸町
- ウインズ汐留
- ウインズ新横浜
- ウインズ石和
- ウインズ名古屋（「エクセルルーム」設置）
- ウインズ梅田
- ウインズ広島

##### 単独施設としての「エクセル」
- エクセル茨城境（茨城県猿島郡境町、MGMパワーセンター境店内） ※キャッシュレス投票専用[43][44]。当初は2020年5月9日に開業予定だったが、新型コロナウイルスの影響により開業が2021年1月23日に延期[45]されたが再延期[46]され、2021年4月10日に開業[47]。
- エクセル田無（東京都西東京市）※有料会員制。開催日以外は市民ホールとしても使用
- エクセル伊勢佐木（神奈川県横浜市中区）
- エクセル浜松（静岡県浜松市中央区、かじ町プラザ内）
- エクセル博多（福岡県福岡市博多区、gate's内）

#### 廃止・休止
池袋を除き、いずれも発売最終日を基準としている。
- 池袋場外発売所（東京都豊島区） - 1954年9月から1959年12月まで
- 三条場外発売所（新潟県三条市、旧：三条競馬場） - 1993年12月25日から2002年3月24日まで発売
- ウインズ銀座通り（東京都中央区） - 1957年5月から2013年3月31日まで発売
- ウインズ室蘭（北海道室蘭市）- 1989年3月25日から2013年5月26日まで発売[48]
- ウインズ静内（北海道日高郡新ひだか町）- 1978年3月25日から2013年5月26日まで発売[48]
- ウインズ高崎（群馬県高崎市、旧：高崎競馬場）- 2014年6月1日をもって営業終了[49]
- ウインズ新橋（東京都港区） - 2014年12月29日をもって営業終了[50]
- 旧J-PLACE札幌駅前（北海道札幌市中央区、Aiba札幌駅前） - 2015年3月31日をもって営業終了[51][52]
  - Aiba札幌駅前自体は2018年9月26日に移転の上で再開業。さらに2019年9月28日よりJ-PLACE札幌駅前としてJRAの勝馬投票券の発売を再開する[11]。
- ウインズ八幡（福岡県北九州市八幡東区） - 2016年12月25日をもって営業終了[53]
- 旧J-PLACE旭川（北海道旭川市、旭川レーシングセンター）※2018年3月18日をもって営業終了[54]
- J-PLACE柳津（広島県福山市、DASH柳津） - 2016年7月30日より発売開始[34]。2021年3月21日をもって営業終了[55]。

#### 発売について
2020年に感染拡大した新型コロナウイルス（COVID-19）の影響により、当面の間営業終了時刻は14時まで（開催競馬場は17時まで）とされた。最新の情報は、JRAが都度更新する「営業最新情報」を参照。

##### ウインズでの発売について
主に地方競馬の施設を使用するウインズでは、発売する競走が限られている場合がある。
- ウインズ横手は、日曜開催では原則全競馬場の9レースから11レースだけを発売する（障害重賞など一部例外的に8レース以前のレースを発売する場合あり）が、馬券購入用電子マネーUMACAを利用した馬券発売は開場前に発走となるレースを除き全場・全レースを発売する。また土曜開催と岩手競馬の非開催日・冬休み期間中は紙の馬券も全レースで購入できる（2021年11月現在）。
- ウインズ浦和は開設以来、土曜日の開催及び代替（続行）競馬開催日に発売・払戻を行っていなかったが、2013年9月28日より秋季GI競走が施行される週に限り土曜日も発売・払戻を行うようになり[56]、2016年4月以降は春季GI競走が施行される週に拡大[57]。2022年からは4月から6月に限り、土曜日も毎週営業する[58]。
- ウインズ姫路は中央競馬が開催中止となった際の代替開催日が園田競馬開催日と重複する場合、園田競馬場外発売を優先させるため、中央競馬の馬券の発売を行わない。ただし、代替（続行）競馬開催日に園田競馬が開催されない場合は中央競馬の馬券を発売する。

現在は大半の発売所で中央競馬の全競走を発売しているが、かつては以下の通り発売するレースが地域ごとに異なっていた。
- 東日本地区：東日本開催の全競走、西日本開催の特別競走、北海道開催の全競走
- 西日本地区：東日本開催の特別競走、西日本開催の全競走、北海道開催の全競走
- 北海道地区：東日本開催の全競走、西日本開催の特別競走、北海道開催の全競走

※上記は標準例であり、一部では更に発売レースが限られていた。
- 1994年10月29日からウインズの混雑緩和策の一環として、後楽園・新橋・難波の3か所で主要GI競走の金曜発売を開始。
- 1997年1月より、東西の特別3競走において相互発売を開始。
- 2001年1月より発売制限を段階的に緩和。それまで発売しなかった他地区の最終競走も発売するようになった。
- 2003年7月19日にはウインズ後楽園と小倉競馬場で試験的に発売制限を撤廃し全競走の発売を開始。9月13日よりその他の発売所でも撤廃された（有馬記念施行日など、明らかに混雑が予想される日は異なる運用を行う売場もある）。

##### J-PLACEでの発売について
発売日や発売する競走は施設ごとに異なるほか、発売締切時刻はすべての発売所において発走予定時刻の2分前となる。
なお、開催中止に伴う代替（続行）競馬開催時はJ-PLACEでの発売を行わないほか、地方競馬共同トータリゼータシステムのメンテナンス日と中央競馬開催日が重複した場合は発売・払戻業務とも行わない。
以下の内容は、2018年（平成30年）度の予定事項も一部含む。ここにない各発売所については、原則として平日の代替開催日を除くすべての中央競馬開催日・全レースで発売する。
北海道地区
各発売所とも、すべての中央競馬開催日に発売。GI競走に限り、前日発売も実施。
- J-PLACE札幌中央・札幌駅前・琴似駅前：各場第9競走以降を発売（2020年12月6日までは各場メイン競走のみ発売していた）2025年8月23日より発売レースを各場全競走に拡大予定。
- J-PLACE旭川北彩都・北見・釧路・名寄・ふかがわ・網走：各場第8競走以降を発売（網走は2017年10月1日まで各場第10競走から第12競走を発売していた）
- 上記以外：各場全レース発売
- 発売開始時刻：旭川北彩都・北見・釧路・名寄・網走・ふかがわ・琴似駅前は13時、札幌中央・札幌駅前・小樽は10時、その他は9時20分

東北地区
- J-PLACE種市・水沢・三本木・盛岡：岩手競馬開催日は各場第9競走から第11競走（または第10競走から第12競走）、全競馬場の障害重賞、および前日発売レースを発売。岩手競馬非開催日は各場全レース発売[69]。
- J-PLACE大郷：GI競走開催日（障害GIは除く）および中央競馬と大井競馬の重複開催日に、各場全レース発売（前日発売は行わない）[70]。2017年10月8日より毎週日曜日、および中山金杯・京都金杯開催日も発売する[65]。
- J-PLACEかみのやま・松山：すべての日曜日、南関東とJRAの開催が重複する日、および金杯とホープフルステークスの施行日に各場全レースを発売（前日発売は行わない）[71]。

関東・甲信越地区
- J-PLACE大井：中央競馬と大井競馬の重複開催日、および有馬記念・ホープフルステークス施行日（左記2競走は大井本場の開催の有無に関係なく発売）に各場概ね12時以降の競走を発売（前日発売は行わない）[70]。
- J-PLACEひたちなか：2016年3月までは中央競馬及び南関東公営競馬重複開催日及び障害GI競走を除くGI競走施行日に限定して発売していたが、同年4月3日以降は毎週日曜日に開催される各場全レースに拡大して発売される（前日発売は行わない）[72]。
- J-PLACE船橋：中央競馬の開催がある日曜日に、各場第9競走から第12競走を発売[73]。ただし、船橋競馬の開催日と重複する特定日に限り、各場全レース発売を行う場合もある[74]。
- J-PLACE成田：すべての中央競馬開催日に、各場全レース発売[27]。
- J-PLACE伊勢崎・木更津・川崎：すべての中央競馬開催日に、各場全レース発売（前日発売は原則実施）[70][28][24]。
- J-PLACE中郷：中央競馬と大井競馬の重複開催日、および日曜日に各場全レース発売（前日発売は行わない）[70]。

中部地区
- J-PLACE弥富・名古屋・磯部：すべての中央競馬開催日に、各場全レース発売（GI競走のみ前日発売も実施していたが、2018年4月14日よりGII・GIII競走についても前日発売を実施）[28][75]。
- J-PLACE金沢：土曜日と金杯、ホープフルステークスの開催日は各場全レース、日曜日・並びに3日間開催の祝日該当日は原則として重賞競走のみ（有馬記念を除き前日発売は行わない）。ただし、金沢競馬場本場が冬季開催休止期間であるとき（概ね1-3月）は日曜日も各場全レースを発売する[76]。
- J-PLACE笠松・恵那：すべての中央競馬開催日に、各場全レース発売（GI競走のみ前日発売も実施）[77]。

近畿地区
- J-PLACEよかわ：すべての中央競馬開催日に、各場全レース発売（GI競走のみ前日発売も実施）。
- J-PLACE和歌山：すべての中央競馬開催日に、各場全レース発売（前日発売は有馬記念のみ実施していたが、2018年10月13日より原則として全てのGI競走の前日発売を開始[78]）[33]

中国・四国地区
- J-PLACE福山駅前：2016年7月30日の開始からすべての中央競馬開催日に各場メイン競走のみ発売[34]していたが、2017年4月15日から各場全レース発売に拡大[79]（2018年10月13日より、GI競走の前日発売を開始。代替（続行）開催時は発売を行わない[34][78]）。
- J-PLACE呉：すべての中央競馬開催日に、各場メインレースを発売（前日発売はGIのみ実施）[80]。2025年8月23日より発売レースを各場全競走に拡大予定。
- J-PLACE鳥取岩美・三刀屋：すべての中央競馬開催日に、各場全レース発売（前日発売も原則として実施）[37][35]。
- J-PLACE宇部：すべての中央競馬開催日に、各場メインレースを発売（前日発売も実施）[80]。2025年8月23日より発売レースを各場全競走に拡大予定。
- J-PLACE観音寺：これまではすべての中央競馬開催日に各場メイン競走のみ発売し、前日発売も東京優駿（日本ダービー）及び有馬記念のみだったが[81]、2019年7月27日からは各場全レースに発売レースが拡大される他、前日発売もすべてのGI競走に拡大される[81]。
- J-PLACE高知・宿毛・藍住：すべての中央競馬開催日に、各場全レース発売（前日発売は行わない）[82]。

九州地区
- J-PLACE鳥栖：主にGI競走前当日及びGI前日の重賞競走（一部）を発売する。
- J-PLACE荒尾：関西主場の全競走、他場のメイン競走を発売（前日発売も実施）[73]。

#### 払戻について

##### ウインズ等での払戻について
- 開催日の払戻業務は、勝馬投票券の発売開始時刻（通常9:00[注 5]）から最終レース終了後（原則として17:00）まで。
- 非開催日の払戻業務は、原則として10:00から16:00まで（ウインズ梅田・後楽園と金曜発売実施日のウインズ難波では19:00まで。ウインズ姫路は14:30まで）。
  - 2021年の平日払戻は、原則として「競馬開催日の翌日となる月曜日」のみとなった[83]。なお、中止に伴う代替競馬が開催された場合は、その翌日にも平日払戻を行う場合がある（払戻を行う施設は、公式サイト等で確認のこと）。
- 祝日（競馬開催日除く）、および年末年始の12月29日から1月4日は全館休館となる[注 6]。なお、競馬開催のない月曜日が祝日と重複する場合は月曜日を休館とし、火曜日に振り替えて平日払戻を行う（ウインズ姫路では、上記の場合でも火曜日の振替を行わない）。
- 各エクセルでは原則として、非開催日の払戻業務を行わない（2021年は博多のみ、平日払戻を実施[83]）。

| 毎週月曜のみ平日払戻を実施する事業所 - JRAの全競馬場 - ウインズ札幌 - ウインズ銀座 - ウインズ後楽園 - ウインズ錦糸町 - ウインズ浅草 - ウインズ汐留 - ウインズ新宿 - ウインズ渋谷 - ウインズ立川 - ウインズ横浜 - ウインズ新横浜 - ウインズ石和 - ウインズ名古屋 - ウインズ京都 - ウインズ難波 - ウインズ梅田 - ウインズ道頓堀 - ウインズ神戸 - ウインズ姫路 - ウインズ米子 - ウインズ広島 - ウインズ高松 - エクセル博多 | 特定日のみ平日払戻を実施する事業所 - 新潟サービスセンター（GI翌日のみ） | 平日払戻業務を行わない事業所 - ウインズ釧路 - ウインズ津軽 - ウインズ横手 - ウインズ盛岡 - ウインズ新白河 - ライトウインズ阿見 - ウインズ浦和 - ウインズ小郡 - ウインズ佐世保 - ウインズ八代 - ウインズ宮崎 |

##### J-PLACEでの払戻について
J-PLACEで発売した勝馬投票券の払戻・返還は、原則としてJ-PLACEでのみ行う。券売機には日本トーター製、富士通フロンテック製、日本ベンダーネット製の3種類のものがあり、異なる機種で購入されたものには投票券の照らし合わせに時間がかかる場合がある。
ただし、以下の施設ではJ-PLACEで発売した勝馬投票券の払戻・返還のみ取り扱う。
関東地区
- offt汐留[87]
- offt後楽園[87]
- 浦和競馬場（基本的に日曜のみJRAの発売システムによる「WINS浦和」として稼働しているが、「WINS浦和」の稼働日を含む本場開催日および南関東場外発売日にJ-PLACEで発売した勝馬投票券の払戻・返還を扱う）[88]

中部地区
- 中京競馬場（中央競馬が開催されていない日にJ-PLACEで発売した勝馬投票券の払戻・返還を扱う）[89]

四国地区
- パルス高知[90]

#### 施設について
- 横手・種市・高崎・姫路・荒尾は2011年までウインズの表記を使用していなかったが、2012年からすべて「ウインズ」の呼称に統一された[91]。なお、津軽（旧：田舎館）は岩手県競馬組合が管理していた「テレトラックつがる」の施設を使用し「田舎館場外」と呼称していたが、2005年11月にJRAが施設を取得し、名称も2006年1月より「ウインズ津軽」に変更。川崎は開設当初から「ウインズ」の表記を使用している。
- 新潟市には、非開催日の払戻業務のみを行う「新潟サービスセンター」がある。2023年はGI翌日のみ払戻業務を行っている（前述）[83]。

#### 設置断念
JRAは2009年10月に宮城県塩竈市で検討していたウインズ塩竃（仮称）の設置を断念した。JRAは断念理由として「売り上げが低迷している上、ウインズよりもインターネットなどで馬券を買う電話投票の割合が多くなり、開設しても赤字になる」と採算上の問題を挙げている。

#### 観戦施設
2022年には、宮城県仙台市青葉区中央2丁目に馬券の販売を行わず、競馬の中継観戦に特化とした「競馬観戦施設」の設置を検討していると報じられた。これは売り上げの中核が場外馬券場からネット投票にシフトするなか、競馬未経験でインターネットに親和性の高い若者世代へのPRが必要とされていることから、このような広報施設が計画された。なお馬券の販売を行わない「映像提供施設」であるため、開設に必要な特別な行政手続きはない。
JRAは2022年10月6日に、新しい形での競馬の魅力を発信し、競馬の認知度を高めていくことを目的として、馬券の発売を伴わない映像提供施設「VIESTA（ヴィエスタ）」を11月26日に開設することを発表した。
2024年6月15日より、熊本県熊本市中央区にてVIESTAの2番目の施設となる「VIESTA熊本」がオープンした。

### 地方競馬
開催競馬場の外向場外馬券発売所（開催中の競馬場で入場料を払わずに勝馬投票券が購入できる窓口）は除く。原則として施設は単一の主催者が管理しているが、一部は複数の主催者が共同で管理する施設もある。また、管理を行っていた競馬場の廃止により、他の主催者に移管された施設もある。
地方競馬共同トータリゼータシステムのメンテナンス日は全国の地方競馬が一斉に休催となり、払戻業務も行わない。
2020年に感染拡大した新型コロナウイルスの影響により、当面の間一部の施設で入場者数が制限される場合がある。最新の情報は、地方競馬全国協会（NAR）が都度更新する「入場再開情報」、および「地方競馬場外発売施設 再開状況 (PDF) 」を参照。

#### 広域
複数の主催者が発売する馬券を広域場外発売する。発売する競馬場は主に南関東が中心であるが、ある程度地域性を考慮した発売スケジュールを組んでいる。その他の競馬場についても、一部の競走を同時発売やリレー発売している。「BAOO」（バオー）を冠する施設は、すべて株式会社日本レーシングサービス（NRS）が発売業務を受託し運営している。
- BAOO高崎（群馬県高崎市、旧：高崎競馬場）
- BAOO鳥取岩美（鳥取県岩美郡岩美町）
- BAOO三刀屋（島根県雲南市）
- BAOO宇部（山口県宇部市）※サテライト宇部を併設
- BAOO博多（福岡県福岡市）※全席有料指定制[96]
- BAOO荒尾（熊本県荒尾市、旧：荒尾競馬場）※現施設での営業は2022年5月29日で終了。敷地内に施設を移転し、6月3日よりリニューアルオープン[97]
- BAOO天文館（鹿児島県鹿児島市）

#### 北海道（北海道：ホッカイドウ競馬・帯広市：ばんえい競馬）
ホッカイドウ競馬が門別競馬場で、ばんえい競馬が帯広競馬場でそれぞれ開催を行っている場合は本場（開催競馬場）扱いとなる。
ホッカイドウ競馬とばんえい競馬は相互に場外発売を行うほか、ホッカイドウ競馬は南関東、ばんえい競馬は南関東や岩手を中心とした他地区の競走を広域場外発売している。
ホッカイドウ競馬・ばんえい競馬ともに相互・広域場外発売を行う場合は、発売主体となる主催者に準じて全ての賭式を発売する。
ホッカイドウ競馬が主管する発売所は、門別・岩見沢を除き「Aiba（アイバ）」の呼称でほぼ統一されている。ばんえい競馬が主管する発売所には「ハロンズ」という愛称が一部あるものの、近年新設された発売所では使用しておらず、すべての発売所に対する統一呼称とはなっていない。
ホッカイドウ競馬が主管する発売所のうち☆印は、一部の日程でばんえい競馬の発売を行わない（2015年11月 - 12月現在）。
ホッカイドウ競馬・ばんえい競馬ともに発売
- ホッカイドウ競馬
  - ☆門別競馬場（沙流郡日高町）※場外発売時は「門別場外発売所」
  - Aiba札幌中央（札幌市中央区、サテライト札幌内）
  - Aiba札幌駅前（札幌市中央区）※2018年9月26日開設
  - Aiba石狩（石狩市、サテライト石狩内）
  - Aiba江別（江別市）
  - Aiba千歳（千歳市）※2023年2月19日をもって前入居施設での営業を終了し、3月3日より移転オープン[99]
  - Aiba滝川（滝川市）※2023年9月18日をもって前入居施設での営業を終了し、9月29日より移転オープン[100]
  - Aiba旭川（旭川市）※2018年3月28日移転オープン
  - Aiba小樽（小樽市）
  - Aiba函館港町（函館市）
  - Aiba苫小牧（苫小牧市）※2011年度まではばんえい競馬運営での場外発売も実施
  - Aiba登別室蘭（登別市）
  - ☆Aiba静内（日高郡新ひだか町）
  - ☆Aiba浦河（浦河郡浦河町）
  - ☆Aibaくしろ（釧路郡釧路町）
  - Aiba中標津（標津郡中標津町）
- ばんえい競馬
  - 帯広競馬場（帯広市）※場外発売時は「帯広場外発売所」。2011年度まではホッカイドウ競馬運営での場外発売も実施
  - ハロンズ名寄（名寄市）
  - アプスポット網走（網走市）
  - ミントスポット北見（北見市）
  - ハロンズ岩見沢（岩見沢市）[注 11][101]

ばんえい競馬のみ発売
- 琴似駅前場外発売所（札幌市西区、旧：Aiba琴似[注 12]）
- 深川場外発売所（イルムふかがわ）（深川市）
- レラ・スポット北彩都（旭川市）
- ハロンズ釧路（釧路市）

#### 東北（岩手県競馬組合）
下記の競馬場のうち1箇所で開催、もう一方では場外発売を行う。南関東など他地区の広域場外発売も行っている。
- 盛岡競馬場（岩手県盛岡市）
- 水沢競馬場（岩手県奥州市）
- ウインズ津軽（青森県南津軽郡田舎館村）※岩手競馬開催日のみ発売
- テレトラック十和田（青森県十和田市）
- テレトラック横手（秋田県横手市）
- テレトラック山本（秋田県山本郡三種町）
- UMACCO盛岡大通（岩手県盛岡市）
- テレトラック石鳥谷（岩手県花巻市）※2021年9月12日より開設
- テレトラック安代（岩手県八幡平市）
- テレトラック宮古（岩手県宮古市）
- テレトラック種市（岩手県九戸郡洋野町）
- テレトラック釜石（岩手県釜石市）※東日本大震災による津波の影響で被災し休業していたが、2014年10月4日より再開[102]
- テレトラック三本木（宮城県大崎市）
- ニュートラックかみのやま（山形県上山市、旧：上山競馬場）※特別区競馬組合と共管
- ニュートラック松山（山形県酒田市）※特別区競馬組合と共管
- ニュートラック福島（福島県福島市、サテライト福島内）※特別区競馬組合と共管
- JRA東京競馬場内岩手競馬場外発売所（東京都府中市、東京競馬場内）※中央競馬との重複開催日のみ発売。他地区併売は行わない

#### 南関東（特別区競馬組合・神奈川県競馬組合・千葉県競馬組合・埼玉県浦和競馬組合）
下記の4競馬場のうち原則として1箇所で開催、その他の競馬場では場外発売を行っている。特に記載のない発売所では、南関東公営競馬の全競走を発売している。
- 大井競馬場（東京都品川区）
  - offt後楽園（東京都文京区）
  - offt汐留（東京都港区、ウインズ汐留内）※大井競馬のみ発売
  - offt京王閣（東京都調布市、京王閣競輪場内）※会員制[103]
  - offt大郷（宮城県黒川郡大郷町）
  - offtひたちなか（茨城県ひたちなか市）
  - offt新潟（新潟県新潟市北区）※2025年12月31日をもって勝馬投票券の発売を終了し、2026年3月2日をもって払戻し業務も終了する予定[104]
  - offt伊勢崎（群馬県伊勢崎市、伊勢崎オートレース場内）[105]
  - オープス中郷（新潟県上越市中郷区）
  - ニュートラックかみのやま（山形県上山市、旧：上山競馬場）※岩手県競馬組合と共管
  - ニュートラック松山（山形県酒田市）※岩手県競馬組合と共管
  - ニュートラック福島（福島県福島市、サテライト福島内）※岩手県競馬組合と共管[106][107]
  - パルス藍住（徳島県板野郡藍住町）※高知県競馬組合と共管
- 川崎競馬場（神奈川県川崎市川崎区）
  - ジョイホース横浜（神奈川県横浜市中区）※会員制
  - ジョイホース双葉（山梨県甲斐市、複合型場外発売施設「双葉」内）[108]
- 船橋競馬場（千葉県船橋市）
  - f-keiba成田（千葉県山武郡芝山町、サテライト成田内）
  - f-keiba木更津（千葉県木更津市、アクア木更津内）※会員制[109]
- 浦和競馬場（埼玉県さいたま市南区）

#### 中部（愛知県競馬組合・岐阜県地方競馬組合・石川県、金沢市）
名古屋競馬場と笠松競馬場は交互に開催し、開催を行わない競馬場では場外発売を行っている。金沢競馬場は名古屋・笠松と日程調整などで連携し、場外発売も行う（詳細は各競馬場の記事を参照）。中京競馬場では2002年以降地方競馬の開催が行われておらず、名古屋競馬・笠松競馬を中心とした場外発売のみを行っている。
- 名古屋競馬場（愛知県弥富市）※2022年度より移転開業。旧：サンアール弥富は外向発売所に変更[110]
  - サンアール名古屋（愛知県名古屋市港区、旧：名古屋競馬場）※競馬開催終了後も場外発売を継続し、2022年3月18日より名称変更。外向発売所は廃止[110]。2024年2月26日より旧名古屋競馬場跡地内に建物を新築し移転[111]。
  - サンアール大須（愛知県名古屋市中区）
  - サンアール一宮（愛知県一宮市、サテライト一宮内）※2021年10月31日開設
  - サンアール磯部（三重県志摩市、道の駅伊勢志摩内）
  - 中京競馬場西入場門場外（愛知県豊明市、中京競馬場）
- 笠松競馬場（岐阜県羽島郡笠松町）
  - シアター恵那（岐阜県恵那市）
- 金沢競馬場（石川県金沢市）

#### 近畿（兵庫県競馬組合）
園田競馬場・姫路競馬場の場外発売を中心に、他地区の競走も広域場外発売している。
- DASH心斎橋（大阪府大阪市中央区）[112]
- DASH岸和田（大阪府岸和田市）[113]。
- 神戸場外発売所（兵庫県神戸市中央区、ウインズ神戸B館）
- DASHよかわ（兵庫県三木市、サテライト阪神内）
- DASH和歌山（和歌山県和歌山市）
- DASH福山駅前（広島県福山市、旧：福山駅前場外発売所）[114]
- DASH呉（広島県呉市、ボートピア呉内）2015年3月24日より営業開始[115]
- DASH観音寺（香川県観音寺市、サテライト観音寺内）[116]

#### 四国（高知県競馬組合）
高知競馬場の場外発売を行っているほか、非開催日には主に南関東を広域場外発売している。
- パルス高知（高知県高知市）
- パルス宿毛（高知県宿毛市）
- パルス藍住（徳島県板野郡藍住町）※特別区競馬組合と共管

#### 廃止
広域
- BAOO東広島（広島県東広島市）※2020年8月31日営業終了
- 大井競馬場内「ふるさとコーナー」（東京都品川区）※新型コロナウイルスの影響で営業休止が続いていたが、2023年9月30日をもって営業終了[117]

ばんえい
- 北見場外発売所（北海道北見市、北見競馬場）※2009年6月29日で発売終了[118]

北海道
- 函館場外発売所（北海道函館市、函館競馬場）※2008年に発売終了
- Aiba留萌（北海道留萌市）※2008年12月29日で発売終了[119]
- 室蘭場外発売所（北海道室蘭市、ウインズ室蘭）※2009年3月で発売終了[120]
- 札幌場外発売所（北海道札幌市中央区、札幌競馬場）※2009年11月19日で発売終了[121]
- 旧Aiba札幌駅前（北海道札幌市中央区）※2015年3月31日の業務終了をもって閉鎖[122]
- 旭川レーシングセンター（北海道旭川市）※2009年まではばんえい競馬運営での場外発売も実施、2018年3月18日をもって閉鎖

岩手
- JRA福島競馬場内岩手競馬発売所（福島県福島市、福島競馬場内）※2011年3月6日に閉鎖[123]
- DIKK秋田（秋田県秋田市）※2015年4月18日より開設[124]。2022年3月31日を以って廃止。

高崎
- 境町場外発売場（群馬県伊勢崎市）※高崎競馬場の廃止に伴い2004年12月末閉鎖。境共同トレーニングセンターに併設されていた。

大井
- オープス磐梯（福島県耶麻郡磐梯町）
- 三条場外発売所（新潟県三条市、旧：三条競馬場）※2015年1月23日で発売業務を、同年3月24日で払戻業務を終了[125]
- ニュートラックいいたて（福島県相馬郡飯舘村）※東日本大震災・福島第一原子力発電所事故の影響により休止が続いていたが、2018年10月21日をもって廃止[126]
- 益田場外発売所（島根県益田市、旧：益田競馬場）※2024年1月26日で発売を終了、同年3月26日の払戻業務終了をもって閉鎖[127][128]

船橋
- 船橋競馬新橋場外発売所（東京都港区、ウインズ新橋内）※2014年12月5日で営業終了[129]

川崎
- ジョイホース浜松（静岡県浜松市中区［現・中央区 (浜松市)］）※2023年1月6日で発売終了[130][131]

笠松
- 早朝前売発売所（岐阜県羽島郡岐南町）※2023年3月31日で廃止[132]

兵庫
- DASH柳津（広島県福山市、旧：シャトル柳津）[114] ※2021年3月21日で営業終了[55]
- 難波場外発売所（大阪府大阪市浪速区、ウインズ難波）※新型コロナウイルス感染拡大防止のため2021年より休止が続いていたが、再開せず廃止[133]

福山
- シャトル神辺（広島県福山市）※福山競馬場廃止に伴い2013年3月末で営業終了

佐賀
- 宮崎田野場外発売所（宮崎県宮崎市）※2013年11月10日で発売終了[134]
- ドリームなかつ（大分県中津市）※2023年11月30日をもって発売を終了、2024年1月30日をもって払戻も終了[135]
- トゥルー佐賀（佐賀県佐賀市）※2024年6月30日馬券発売終了、8月末営業終了
- トゥルー鳥栖（佐賀県鳥栖市）※2024年6月30日馬券発売終了

荒尾
- ニューウェーブ大崎（鹿児島県曽於郡大崎町）※荒尾競馬場廃止に伴い2011年12月末で営業終了

## 日本国外

### フランス
フランスでは、フランス場外馬券発売公社（Pari Mutuel Urbain、PMU）が1930年より馬券の発売を行っている。PMUの場合、単独の場外馬券売り場を持つことは少なく、街中にあるカフェに販売を委託しているケースが多い。PMUはフランスにおける馬券のプロモーションを目的に他のスポーツのスポンサーも務めており、1991年から2014年にかけてツール・ド・フランスのスプリント賞ジャージであるマイヨ・ヴェールのスポンサーとなっていたほか、2014年からはパリ・サンジェルマンFCのスポンサーにもなっている。
また2010年にフランス国内法の改正で、PMU以外の組織も（国からの認可を得た上で）馬券を発売することが可能になったため、同年にフランスの競馬新聞「Paris Turf」系列の「Le Turf」が場外馬券の発売業務に参入している。

### オーストラリア
オーストラリアでは「TAB」と呼ばれる店舗が場外馬券発売所となっており当日開催されている国内各地の競馬の馬券を購入、的中馬券の換金が可能である。TABでは競馬だけではなくサッカーのロトくじ等も発売されているほか、パブ（オーストラリアでは「ホテル」と呼ばれる）が併設されている店舗も多く軽食を取りながら競馬を楽しむ事が出来る。

### アメリカ
アメリカでは、カジノが認められている州において、カジノに併設された「レースブック」（レース以外のスポーツベッティングを扱う場合は「スポーツブック」）内でアメリカ国内競馬開催の馬券を購入することができるケースが多い。これは隣国カナダも同様である。
カジノ内のレースブックでは入場料を取られることは基本的にないが、カリフォルニア州ロサンゼルス市には入場料を必要とする場外売場が存在する（ただしここはハリウッドパーク競馬場跡地にあるカジノ施設でもある）。
なお、アメリカ競馬ではブックメーカー方式での発売は違法であることから、レースブックでも場外売場でも、必ず主催者の集計機に接続される形で発売される。多くのレース場において、発売締切はレースの発走と同時となっている。

### シンガポール
シンガポールでは、競馬の主催団体であるシンガポール・ターフ・クラブが馬券の発売に関する業務をスポーツベッティング運営のSINGAPORE POOLSに受託され、現在ではスポーツベッティング窓口の一部と、数か所の場外売場において場外馬券が発売されている。場外売場は2種類あり、中継がリアルタイムに行われる場外と、ディレイド・ライブでレースの模様を伝える場外となっている。スポーツベッティング窓口で馬券を購入する場合は入場料は課されないが、単独の場外施設である場合は入場料が必要となる。2022年7月現在の入場料はリアルタイム場外型では6シンガポールドル、ディレイド・ライブ型場外では3シンガポールドルとなっている。また、袖なしシャツ・帽子・サングラス不可といったドレスコードも単独の場外施設においては適用される。

### 香港
香港では繁華街を中心に多数の場外馬券売り場が設置されており、競馬開催日には多くの競馬ファンが入れ替わり立ち代りに訪れ混雑している。また、郊外には日本で言うエクセルのような指定席型場外売り場も存在する。
施設の大きさはまちまちで、馬券発売窓口の数に違いがある。また、運営元である香港ジョッキークラブが取り扱っている日本を含めた世界各国のサッカーを対象にしたサッカーくじやロトくじ（六合彩/MARK SIX）も発売しており、これらを含めて自動発売機で購入することもできる。このため、郊外の施設でなければ、競馬開催日であるか否かに関わらず、夜遅くまでほぼ年中無休で開いている。
発売締切については、単独レースで決着する馬券については当該レースの、複数レースにまたがり決着する馬券についてはその中で最も早く発走するレースの発走した瞬間となっている。